# Partiprogram
 For alternative betydninger, se Program.
Et partiprogram eller program er et politisk partis egen officielle udlægning af sin politik. Man kan skelne mellem to typer: Principprogrammer og arbejdsprogrammer.
Principprogrammet indeholder partiets overordnede og principielle holdninger. Arbejdsprogrammet er mere konkret og tjener som et arbejdsredskab i det daglige. Her beskrives partiets politiske planer for den nærmeste fremtid på en række samfundsområder. 
Der er stor forskel på, hvor mange slags programmer et parti har, og hvor ofte de revideres. Socialdemokratiet vedtager med jævne mellemrum både principprogrammer og samlede arbejdsprogrammer. Andre partier har ét samlet principprogram og en række arbejdsprogrammer om forskellige emner. Centrum-Demokraterne havde ikke noget egentligt partiprogram, men arbejdede i stedet ud fra en bred formålsparagraf. Partiet udgav løbende pjecer og mindre publikationer med holdninger til forskellige spørgsmål.
Partiernes holdninger kommer også til udtryk andre steder end i partiprogrammerne, bl.a. via indlæg i aviserne og tv, valgmateriale, udtalelser fra Folketingets talerstol, og ikke mindst – i det omfang partierne har folketings- og byrådsmedlemmer – i den førte politik.